# SMAP解散騒動
SMAP解散騒動（スマップかいさんそうどう）は、2016年に起きた、日本の芸能事務所・ジャニーズ事務所に所属する男性アイドルグループ・SMAPが解散に至った経緯をめぐる一連の騒動。本項では同グループの解散危機及び解散が決定した事象と、それを巡る社会の動きを取り扱う。

## 概要
SMAPは、中居正広・木村拓哉・稲垣吾郎・草彅剛・香取慎吾の5人（1996年5月までは森且行を含む6人）で構成されていた男性アイドルグループで1988年に結成、1990年代から日本の芸能界の第一線で活躍し、お茶の間の顔として日本全国の老若男女から幅広い支持を得ていた国民的グループでもあった。また、ジャニーズ事務所もSMAPでバラエティやドラマを中心としたアイドルの売出し戦略を確立し、1990年代はKinKi Kids、TOKIO、V6、嵐などのアイドルグループでも同様の売り出し方で成功した後、2000年代半ばから男性アイドル界がジャニーズの寡占状態となるなど、日本の芸能界で確固たる地位を築いていた。シェアを伸ばすに連れて、ジャニーズ事務所の支配力は芸能界は元より、マスメディアにも及び、ジャニーズ所属グループの出演条件として他社の男性グループを出演させないようにするなど、度々黒い噂も流れていた。
2016年初頭にSMAPの解散の危機が報じられると、紆余曲折を経て同年末の解散に至るまでメンバー及び事務所の一挙手一投足がメディアで連日報じられ、ファンによる大規模なCD購買運動や署名活動、インターネットにおける事務所および一部のメンバーに対する大規模なバッシングなど、メンバー及び事務所の影響力の大きさが改めて可視化されることとなった。また、この騒動は様々な分野に波及し、騒動に絡め様々な社会評論も行われるなど日本中に大きな波紋を呼んだ。解散後には公正取引委員会が本件に関してジャニーズ事務所に対して注意を行っており、芸能人と芸能事務所との関係が大きく変化する契機ともなった。
騒動の一つの結論として、ジャニーズ事務所は2016年8月に、「SMAPは同年12月31日をもって解散する」ことを公式に発表した。解散は発表通りに行われ、その後、木村はジャニーズ事務所に残り（後の2024年4月に他のジャニーズ事務所（この時点でSMILE-UP.に改名）所属者とともにSTARTO ENTERTAINMENTに移籍）、稲垣・草彅・香取は2017年9月にCULENに移籍、中居は2020年3月末にジャニーズ事務所を退所し、直前の2月19日に新会社「のんびりなかい」を設立、個々の芸能活動は全員が継続していたが、その後中居は2025年1月23日を以って芸能界を引退した（詳細は「中居正広#週刊誌報道を巡る騒動と芸能界引退」を参照）。
ファンからはSMAPの再結成を望む声も根強いが、中居はジャニーズ事務所退所発表時の会見で再結成について「1％から99％の中にある。0ではないし、100％ないとは言えない」としつつも、1人の問題でないことも挙げ「期待に全てを応えられるわけではない」と述べていた。しかし、先述の中居の芸能界引退によってSMAPの再結成は事実上不可能となった。

## 経緯

### 音楽業界・テレビ業界の転換期
ジャニーズ事務所は、メリー喜多川とジャニー喜多川の姉弟によって設立されたアイドル主体の芸能事務所である。業務形態はジャニーが所属タレントのプロデュース、メリーが事務統括やメディア対応などをそれぞれ分担しており、この基本型は2人の最晩年まで変わっていなかった。事務所は1980年代にたのきんトリオや光GENJIなどのヒットで成功を収めていた。
しかし、1990年頃に音楽業界・テレビ業界の転換期が訪れた。バンドブームの到来、歌番組に出ない実力派アーティストの台頭がステータス化する状況などが生まれ、各局の歌番組は視聴率に苦しみ、軒並み終了する事態に陥る。結果、歌番組への出演が最大の宣伝になっていたアイドル業界そのものが氷河期に入るとともに、ジャニーズの勢いにも陰りが見え、弱小事務所への転落の危機にあった。

### SMAPの成功
SMAPもデビュー当時、セールス面で表立った結果を残すことが出来ず、マネジメント面でも大々的な露出をすることが少なくなっていた。当時事務職をしていた飯島三智がこれを見かね、「自分がSMAPの世話をする」と志願しマネージャーへ転属する。飯島は、それまでのアイドル界では畑違いと見られていたバラエティや主演・主要役以外でのドラマにも積極的にメンバーを進出させ、結果的に世間の認知度が上がると共に本業のアイドル業でも成果を挙げ、見事SMAPを大スターに押し上げた。
事務所も後輩タレントを同様のメソッドで売り出すことによりヒットを連発し、息を吹き返したのち業界最大手に上り詰めた。さらに、飯島の手法によりアイドルの守備領域の拡大やアイドルの寿命を飛躍的に上げるなど、芸能界のアイドル観を根本から変えるまでに至った。

### 飯島とメリーの確執
メリー、ジャニー姉弟は飯島を事務所の恩人として厚遇し、いずれ2人の後を継ぐ副社長（当時）・藤島ジュリー景子（メリーの一人娘。以下「ジュリー」と記述）の代でも飯島は大番頭としてジュリーを支え、ジャニーズは安泰と思われていた。ジュリーと飯島の仲も非常に良好であり、ジュリーは飯島を頼りにしていた。
しかし年を経るにつれて、メリーが飯島に警戒感を抱くようになる。それは、ジュリーと飯島のタレントマネジメント能力に格段の差があったためである。ジュリーは飯島の手法を真似てTOKIOや嵐など後輩グループのマネジメントを行っていたが、実質の業務は他のスタッフに任せきりで、タレントや仕事先の人望も飯島に対する全てにおいて明らかに劣っていた。メリーは娘の将来を案じ、次第に飯島を危険視するようになっていく。
不穏な空気を察知したジャニーは、子会社のジェイ・ドリームを設立した上で飯島に経営を委ね、飯島がメリーを気兼ねせずに仕事ができる環境を整え、両者の関係の軟化を図った。さらに、2010年にKAT-TUNのマネジメントを飯島に移管したのを皮切りに、若手グループを次々と飯島にゆだねた。しかし、メリーの目には飯島がジャニーの権威を嵩に着て権力を伸ばしているようにしか見えず、猜疑心はさらに激化した。やがて、テレビ番組でもジュリー管轄のタレントと飯島管轄のタレントとの共演が原則ご法度になるなど、事務所の活動に大きな影響が出る事態に至ったと言われている。

### 週刊文春による亀裂
決定的な亀裂が生まれたのは、『週刊文春』2015年1月29日号掲載のメリーに対するインタビューであるとされる。ジャニーズ事務所は芸能界での実権を握って以降、タレントの番組出演やカレンダー販売などの利権をばらまくことによって自己に不利益な報道をしないよう仕向けていたが、週刊文春はジャニーズ事務所のメディアコントロールの傘下に組み込まれていない、数少ないメディアの1つであった。
そのインタビュー内でメリーは、週刊文春がジュリーのことを「次期社長『候補』」と呼んでいる点を指摘し、「次期社長は決まっている」と後継者がジュリーであることを正式に認めた。更に「派閥など存在しない」「実在しない『派閥』があると思わせるようなことがあったとしたら、飯島を注意します。今日、辞めさせますよ」と断言。
直後、インタビューが行われていた事務所ビル2階の会議室に飯島を急遽呼び出し、現れた飯島に対して「SMAPは踊れない」「飯島に踊りを踊れる子を預けられない」とまで言い放った上で、飯島に対しては「『派閥』争いがあるのか?」と詰問、飯島が「ありません」と答えるも、「もしそれが事実なら、SMAPを連れて事務所を出なさい。私はジュリーを残し飯島は辞めさせます」などと述べた（このインタビューは「編集者が選ぶ雑誌ジャーナリズム賞」の第22回大賞を受賞している）。
これをきっかけとして、飯島はジャニーズ事務所には顔を出せなくなった上、真剣にSMAPを連れてジャニーズ事務所から独立しようと水面下で画策せざるを得ないこととなる。ジャニーは当然飯島とSMAPの離脱には反対であったが、メリーの不信感が自身にも向かっていたため慰留を断念したという。
その他、同年のNHK『第66回NHK紅白歌合戦』の司会選考を巡り、「飯島がNHKに対して独自交渉で同紅白の司会（白組司会・総合司会）にSMAPもしくは木村をごり押ししたが、メリーが自派のタレント総引き揚げをちらつかせて断念させた」とする報道もなされたが、NHKの三溝敬志エンターテインメント番組部長は定例会見で自ら否定している。他にも曲順を巡って当初はSMAPが白組トリおよび大トリを務める予定だったとする報道もされている。

### SMAP移籍の頓挫
その後、飯島は『芸能界のドン』と称される田辺エージェンシー社長（当時）の田邊昭知を頼り、自身とSMAPの移籍・引き受けを依頼する。水面下でジャニーズ事務所と田辺エージェンシー側とで話し合いが持たれ、飯島とSMAPは2016年9月の契約更新時期を以って事務所を退社、田辺エージェンシーの系列であるケイダッシュへの移籍話が纏まったとされ、関連作品やグループ名の使用権、コンサートの興行権などの利益配分などの交渉を双方の弁護士が進めるまでに至っていた。この時点において、メンバー個人の売り上げは中居がトップで5億、次が木村で3億であったとされる。

### 解散危機の勃発
『週刊新潮』の2016年1月21日号にこの騒動が掲載されることになっていた。1月21日号は14日発売で、新潮はこの前の12日にジャニーズ事務所に確認の取材を行った。ジャニーズ事務所は新潮の報道のインパクトを落とすため、13日付の日刊スポーツ（以下ニッカン）とスポーツニッポン（以下スポニチ）に、
- 飯島が2月に退社する
- 木村を除く4人が飯島に従い事務所を離脱する
- SMAPは解散する

という内容の記事を掲載することを許可した。未明の13日3時にニッカンが、さらに5時半にスポニチが電子版で速報を流すと、テレビの情報番組、さらにネット記事、各SNS、サイトなどでも終日このネタで持ち切りになった。結果として新潮の記事のインパクトを落とそうとしたジャニーズ事務所の思惑は大きく外れ、その日の早い段階でこのネタで持ち切りとなってしまい、この時点でジャニーズ事務所は最初の軌道修正を試みることになる。
結局午後になって、ジャニーズ事務所から公式コメントが発表された。
ジャニーズ事務所は従来の方針の通りSMAPを解散させて4人を干し、木村1人をソロでプッシュさせる心づもりであったとも報道されており、翌14日の各紙およびテレビは、飯島と木村以外のメンバー4人が独立を画策、頓挫したもので、元の鞘に収まるのは絶望的、という筋書きで概ね一致していたといわれる。この日は草彅が主演ドラマ『スペシャリスト』の宣伝のためテレビ朝日のワイドショーを梯子することになっていたが、全番組、草彅の前では解散の件について一切口にしなかった。
しかし、同14日発売の週刊新潮はメリーが飯島を追い出した顛末を克明に記していた。また、一部のジャニーズに靡かないメディアやインターネットの暴露サイトなどではジャニーズの悪質さは公然の事実となっており、事務所には抗議の電話が殺到した。そこで事務所は更に軌道修正を図る。15日以降、4人が独立画策を後悔しているとの記事を書かせ、さらに木村を事務所との仲裁役として4人に助け船を出す役回りにした。4人に自ら非を認めさせることで4人への支持を弱め、同時に木村の度量の広さを印象付けようとしたのである。この時点で木村は他の4人よりも前にジャニーと面会しており、この役回りに難色を示していたが、最終的に錯乱していたメリーを宥める為に、ジャニーに土下座までされたことで、渋々ではあるものの引き受けることを決意した。だがメリーの錯乱は全く収まらず、担当記者に電話をかけまくっては飯島やメンバー4人のありもしない事実無根の悪評や、スキャンダルをまくしたてるという状況が続いた。メリーの暴走に対して匙を投げていたジャニーが助け船を出し、17日深夜に木村以外の4人と面会、謝罪した4人をその場で労わった。しかし、メリーは顔を出さなかった。翌18日は『SMAP×SMAP』（以下、スマスマ）の放送日であった。ここで、番組の枠を借用して木村を除くメンバー4人による謝罪メッセージを流し、メリーの許しを請うことが決まったという。この日のスポーツ新聞は、木村が事務所幹部と相談して、飯島の事務所退社をもって手打ちとし、SMAP存続の見通しが立った、と報じた。

### スマスマでの視聴者へのメッセージと一旦の収束
18日のスマスマは前枠の月9ドラマ『いつかこの恋を思い出してきっと泣いてしまう』が初回15分拡大のため22時15分からスタートした。まず番組は黒バックに白文字で『今夜のSMAP×SMAPは一部内容を変更してお送り致します』のテロップに始まり、代表曲「世界に一つだけの花」をバックにした映像とファンのメッセージ（朗読：フジテレビ・西山喜久恵アナウンサー）が流れ、その後22時19分頃、5人の姿が映し出された。このシーンは黒いカーテンの前にスーツ姿の5人が左から中居、草彅、木村、稲垣、香取の順に並び、それぞれが視聴者にメッセージを述べる形で進んだ。発言内容は以下の通り。
2022年12月、スマスマ放送作家の鈴木おさむが文芸春秋誌面にて、2016年1月18日に放送されたスマスマでの5人の謝罪生放送の裏側を描いた小説「20160118」を発表した。この小説は、この日の緊急生放送についての経緯が小説形式で描かれている。
緊急生放送の謝罪の原稿を鈴木が作成した原稿の内容を、一旦はジャニーズ事務所側が了承したものの、放送開始1時間前に「ソウギョウケ」のトップの一人の女性（鈴木は誰とは明言していないが、前後の状況、ソウギョウケのトップという位置に居る人物である事などからメリーであることが事実上明らかにされている）が鈴木の原稿に対し強烈なダメ出しがあった上で、『今まで25年以上一緒にやってきたメンバーの一人が社長に謝る機会を作ってくれたおかげで「今、僕らはここに立ててます。」』と絶対に言わせるように』との指令があったそうである。鈴木は、「ソウギョウケ」としてこれまで勝ち抜いてきた「正義」や「信念」、また事務所のスタッフも組織人であることを理解した上ではあるが、『これを絶対に言わせなければならないのか？』と事務所のスタッフに確認をしたところ、スタッフは力強くうなづいたそうである。そして鈴木は、苦渋の決断である上であったがこの役目をメンバーの一人の優しさに甘えるしかないと考え、何も理由を告げずに彼（草彅）に依頼。その後彼（草彅）は『わかった』と一言だけいい、その言葉を言ってくれたそうである。
このメッセージの最後にあたる22時22分には、瞬間最高視聴率37.2%（ビデオリサーチ調べ、関東地区・世帯・リアルタイム）という高視聴率を記録した。またこの日放送分の番組平均視聴率は、フジテレビで31.2%（ビデオリサーチ調べ、関東地区・世帯・リアルタイム）、関西テレビで29.7%（ビデオリサーチ調べ、関西地区・世帯・リアルタイム）をそれぞれ記録した。
このパートでは、立ち位置や発言内容、衣装の差など、木村と他の4人との間に明らかに意図的に差をつける演出であった。また、草彅の「ジャニーさんに謝る機会を…」は本来リーダーの中居が担当するはずだったが、中居が難色を示したために代わりに引き受けた草彅に当てられたと報じられた。この発言はジャニーズの幹部の強権ぶりと古い体質があからさまに視聴者に示された。また木村以外のメンバー4人が虚ろな表情であったことから、ネット上では「ジャニーズがメンバーを無理やり謝罪させた」として「公開処刑」という隠語がつけられた。中居が放送中に自身の手をつねっていたことも話題となった。放送倫理・番組向上機構（BPO）には1月中に約2800件の意見が寄せられ、一時公式サイトのアクセスがダウンした。放送前には4人が木村の楽屋を訪れ謝罪させられたとされるが、煮え湯を飲まされた格好となった中居は一連の扱いに激怒し、放送後、ほかのメンバーに対し木村とは口をきかないように命じたと報じられた。
またこの様子は他局でも取り上げられたが、フジテレビは当日午後、各局から番組内容の問い合わせが来た時点で、映像の使用を各局に持ちかけた。各局「生放送番組で1回限りの使用、期限は翌19日いっぱい」という条件で、フジテレビ本社でVTRを直接手渡した。その際放送権料を放棄してダビング手数料のみをとる、という「報道」素材の扱いで対応した。実際に、裏番組『報道ステーション』（テレビ朝日系）を筆頭に、報道番組でもこの件が取り上げられた。このような「報道」の名の下で「晒し上げ」に間接的に加担する結果となったことには、テレビ局員の間でも怒りの声があったという。
大手メディアの間では、このメッセージの発表をもって独立騒動にけりがついたこととされた。事務所も週刊文春、週刊新潮に対して早急に抑えに出て、21日発売の両誌28日号はいずれも事務所の意向に概ね沿った内容の紙面になった。特に週刊新潮におけるメリーのインタビューでは、木村を別格で押し立てていくというメリーの構想とされるものが報じられた。22日、騒動後最初のスマスマ収録後に事務所の先輩、後輩タレントとの食事会が行われ、騒動は一応終結した。ジャニーズ事務所からの圧力を受けたメディアは丁度同時期にスキャンダルが発覚したベッキーを執拗にバッシングすることで世間の目をそらし、SMAP解散騒動は公式には「終わった話」扱いになった。飯島は独立騒動の責任を一身に背負って単独で事務所を退社し、芸能界を追放された。
この間、スポーツ新聞は全面的にジャニーズ事務所の意向に沿った記事を書くことで、ネタのリークを得た。また、テレビ局は事務所やメンバーに対する独自取材を一切行わず、スタジオでのトーク部分ではスポーツ新聞の紙面を紹介していた。これも事務所の指示によるものであった。特にフジテレビにおいては、身内のスマスマサイドからは舞台裏の映像提供を受けていたにもかかわらず、主に系列のサンケイスポーツを基に紹介した。サンスポの記事はスマスマの現場にいた関係者の証言を含んでいたため、スマスマサイドの直接の取材を避けて報道したことになる。
しかし一方で、ネット等ではジャニーズ事務所のメンバーおよびメディアに対する高圧・強権ぶりに対する不信感が残り、ジャニーズブランドのイメージダウンを招いた。
5月5日、ジャニーが自身プロデュースの舞台「ジャニーズ・フューチャー・ワールド from 帝劇 to 博多」の説明会の席で、初めてこの騒動について公にコメント、SMAPの解散を完全否定した。さらに翌6月には、ジャニーズファミリークラブの会員宛に送られた会報で騒動や謝罪会見に対するメンバー5人の言葉を掲載し、解散が否定された。

### SMAPとしての活動の低下
飯島が事務所から去ったことにより、タレントのマネジメントはジュリー管轄に一本化されたため、以後はこれまで共演がご法度であった旧来のジュリー直轄のタレントとの共演も密になるのではないか、との説もあったが、嵐らとの共演は実現しなかったばかりか、従来SMAPの仕事の窓口になっていた飯島が去ったため、SMAPとしての活動もままならない状況に陥った。木村とそれ以外の4人のメンバーとの確執が連日報道され、ある民放関係者は「騒動以降、メンバー間の関係は明らかに悪化していた」と発言した。2014年に就任したユニバーサル・スタジオ・ジャパン（USJ）の初代大使や、2012年以降恒例化していたセブン-イレブンと「BISTRO SMAP」のコラボレーション企画も行われず、SMAP全員で出演するCMがいずれも年度末の3月で契約満了という形で終了。唯一5人が揃って出演するスマスマの収録は無観客で行われたほか、新規の収録が大幅に削減され、代わりに『SMAP×SMAP PRESENTS 〜』と題した特別編や過去の名場面集の放送が増えたり、メンバー個人で出演する企画が大幅に増え、以前では改編期を含めてもほとんど番組休止することは無かったが、月に数回休止することもあった。
本業の音楽活動では、25周年にもかかわらず新曲発表およびツアーの予定も一切発表されなかった。音楽番組への出演は騒動時点で既に決まっていた『震災から5年 "明日へ"コンサート』（NHK、3月12日生放送。これが最後の音楽番組出演となる）のみで、『音楽の日』（TBS系、7月16日生放送）、『2016 FNSうたの夏まつり 〜海の日スペシャル〜』（フジテレビ系、7月18日生放送）などの常連出演していた大型音楽番組もすべて出演しなかった。

### 正式な解散発表
香取が司会を務める『SmaSTATION!!』放送終了直後の8月14日午前1時ごろ、事務所からFAXでメディア各社へグループ解散のリリースが送られた。FAXの内容は「8月10日、木村を除く4人のメンバーが事務所を訪れ、解散を申し出た」という簡単な経緯が触れられていた。また、同時に解散についてのメンバーのコメントも発表された。
解散に関する経緯については、以下の様に報道された。
ジャニーズ事務所はこれ以上のグループとしての活動は困難と判断。8月5日までに行った個別の面談で対応の一任を取り付け、SMAPの無期限活動休止を決定する。この決定を受けて木村は8月9日から単身ハワイに休暇に出る。しかし、発表前の翌10日に木村以外のメンバー4人がジャニーズ事務所を訪れジャニー喜多川および同席した小杉理宇造、原藤一輝と直談判し、香取は「木村を許さない」「休止となれば、また再開という話になる」、草彅は「このまま飯島さん抜きですか」「もう解散しかないと思います」と休止ではなく解散を強硬に主張。これにこれまで穏健派と見られていた稲垣が「グループは木村くんだけのものでもない」「解散はベストな選択だと思います」と賛同する。「1年ぐらい休んでまた考えればいい」と本来解散には消極的だった中居は予想外の展開に驚くも、3人に押し切られ解散に同意、最終的にジャニーが折れ解散が決定した。決定後にハワイで連絡を受けた木村は『1回（休止で）決まったのに何なの？』と反応したとされている。翌11日にジャニーズ事務所の役員協議で正式に解散が了承。12日に行われた別件での取材会において「日曜（14日）の朝刊で『休止』ではなく『解散』と書いていい」と指示が出た。
1月の騒動の時と同じく、テレビ各局では速報扱いで報道した。特にNHKは、総合テレビにて『リオデジャネイロオリンピック「男子テニス・準決勝」』（アンディ・マリー〈 イギリス〉 vs 錦織圭〈 日本〉）を中継中の1時18分に速報テロップ「人気アイドルグループSMAP 12月31日で解散、事務所が発表」を流し、試合終了後の1時38分には五輪中継を中断し約2分間の臨時ニュースで報道された。NHKが芸能ニュースのみでスタジオからの特設ニュースを放映するのは極めて異例のことであった。TBS・フジテレビ・日本テレビも1時すぎより順次速報テロップや深夜のニュースにおいて速報扱いでSMAP解散を報道した。一方で、第一報が伝えられる直前まで香取が司会を務める『SmaSTATION!!』を放送していたテレビ朝日・テレビ東京では速報は流されなかった。
解散発表に伴う記者会見やインタビューなどは行われなかった。報道直後、メンバーはそれぞれ自身のラジオ番組で解散について言及した。
- 8月18日、文化放送は『稲垣吾郎のSTOP THE SMAP』の同日放送分の冒頭に、稲垣があらためて収録したメッセージを放送[68]。「突然の報告で驚かせてしまって本当に申し訳ございません。稲垣吾郎は、これからも頑張っていきます」とグループの解散を報告し謝罪した[69]。
- 8月19日、TOKYO FMの『木村拓哉のWhat's UP SMAP!』の番組冒頭において、木村が解散についてコメント。「今回はSMAPの件で皆さんにつらい思いをさせてしまって本当に申し訳ない気持ちでいっぱいです。（中略）全てのSMAPファンのみんなに、ただただ申し訳ないという気持ちしかありません。本当に、ごめん」と謝罪した[70]。
- 8月20日、ニッポン放送の『中居正広のSome girl' SMAP』の番組冒頭にて、中居がコメント。「このような結果に至ったことをお許しください。リオ五輪期間中[注 11]の発表は水を差すような時期だった、深くおわび申し上げます。申し訳ございませんでした。」と謝罪した[71]。
- 8月21日、bayfmの『SMAP POWER SPLASH』の番組冒頭にて、草彅が「グループ結成から28年間、本当にありがとうございました」、香取が「応援してくださったたくさんの方々に心より感謝申し上げます」とそれぞれファンに対する感謝の意を述べた[72]。

事務所に全員メンバーが残ったままグループが解散するのは同事務所史上初めてのことで、この報道をきっかけにネット上ではジャニーズ事務所に対するバッシングが再燃した。

### 解散日までの動き
解散発表以降も5人の活動は低調のままで、解散に向けた特別な活動はほとんど見られなかった。解散コンサートなどは行われず、秋に放送されている『30周年記念特別番組 MUSIC STATION ウルトラFES』（テレビ朝日系、9月19日生放送）を筆頭に、『2016 FNS歌謡祭』（フジテレビ系、12月7日・12月14日生放送）、『ミュージックステーション スーパーライブ2016』（テレビ朝日系、12月23日生放送）、『さんま&SMAP!美女と野獣のクリスマススペシャル』（日本テレビ系）などの年末に常連で出演していた特別番組もすべて辞退した。解散日の『第67回NHK紅白歌合戦』については正規の歌手としての出場を断念した後もNHKサイドは出演交渉を行っていたが、12月19日に事務所を通じて正式に辞退を通告、NHKも交渉を断念した。辞退発表と同時にメンバー全員の連名でのコメントがマスコミ各社に発表された。
また紅白のステージ内でSMAPの過去の映像を流す企画も検討されていたが、「出場されないのに、あれやこれやSMAPについて議論したり引きずるのは、他のアーティストの方々に失礼」という理由で断念、当日の放送内ではSMAPについては一切触れられなかった。
結果、5人そろってのテレビ出演は12月26日のスマスマ最終回となった。最終回は5時間スペシャルで総集編のVTRがほとんどであったが、番組のラストで新たに「世界に一つだけの花」を撮りおろし（12月1日収録）、これが5人そろっての最後の歌唱となった（生放送の部分は5時間通して無かったため、生放送での歌唱は前述の3月12日のコンサートが最後となった。また、収録順での最後の5人そろっての仕事は、19日放送分の『BISTRO SMAP』の収録（8日収録）で、最後のゲストはタモリであった）。視聴率は第1部（18:30 - 19:00）が14.1%、第2部（19:00 - 22:00）が17.4%、第3部（22:00 - 23:18）が23.1%であった（ビデオリサーチ調べ、関東地区・世帯・リアルタイム）。なお、通常遅れネットで放送していた地方局も最終回は全て年内に放送しており、テレビ大分では翌日未明1:00 - 5:48、青森放送（日本テレビ系列）では31日未明0:59 - 5:47、テレビ宮崎では31日正午からそれぞれ放送された。
14日、文化放送で、ラジオ番組『STOP THE SMAP』の25年の歴史を振り返る3時間の生特番『STOP THE SMAP 25周年スペシャル！』が放送された。パーソナリティーは斉藤一美が担当し、各メンバーの過去の放送や、シングルだけでなくアルバム曲も流しつつ、リアルタイムで寄せられたリスナーからのお便りを紹介。午後9時台には、森且行（96年脱退）を含めた6人のトーク音源をオンエアーするなど、盛りだくさんの内容だった。また、斉藤は涙声で「SMAPの歌は勇気をくれて、悲しい時は寄り添ってくれて。仕事で泣いた時は“頑張りすぎなくてもいいんだ”って。“でも前には向かなきゃね”って、癒やしながらも背中をそっと押してくれる、そんな力があると感じています。結婚して子どももできて、その子たちが歌ってくれた『世界に一つだけの花』。この歌はきっと、ずっと受け継がれていくのだろうと思っています」「SMAPの歩んできた軌跡を語るのには短すぎではありますが、ダブルA面を含めたシングル全63曲コンプリートいたしました。どれも本当に心に残る素晴らしい曲ばかりです」「私たちはSMAPのおかげで幸せになりました。SMAPがいたから、僕らはとことん笑顔に変わることができました。今、無性に胸が熱いです。本当にSMAP、みんな6人ともありがとう！」と感謝のメッセージを送った。
30日、大阪のFMラジオ局・エフエム大阪が、SMAPの25周年記念の特別番組として『ありがとう！SMAP 〜THANK YOU “SMAP”25 YEARS〜』を、6時から20時までの14時間にわたって放送。同局で放送されているレギュラー番組「Precious.」「hug+（はぐたす）」「なんMEGA！」「MUSIC+ FRIDAY」の4番組を横断する形で、SMAPの楽曲や全国のファンからのメッセージを紹介した。
活動最終日となる12月31日、中居・稲垣・草彅・香取と1996年に脱退した森且行を加えた5人が、田辺の関係する都内の焼肉店で打ち上げを行っていたことが後に明かされている。スタッフを一切交えず、さらに事務所を通さない会合であったとされている。一方木村は当日仕事は休みであったが、この集いには参加せず自宅で家族とともに過ごしていたとされている。

#### メンバーによる最後のラジオでの肉声でのコメント
SMAP POWER SPLASH
（2016年12月25日放送分）
稲垣吾郎のSTOP THE SMAP
（2016年12月29日放送分）
木村拓哉のWhat's UP SMAP!
（2016年12月30日放送分）
中居正広のSome girl' SMAP
（2016年12月31日放送分）

### 解散後
SMAP解散直後の『ジャニーズカウントダウンライブ』にて同コンサート毎年恒例のジャニーズシャッフルメドレーの中で「オリジナル スマイル」が流れ、SMAPの所属するジャニーズ事務所の後輩タレント達が歌唱した。また、テレビ放送外のエンディングでは一部メンバーの呼びかけでSMAPに対して割れんばかりの拍手が巻き起こった。
尚、上記の例のようにSMAPの後輩のタレント達がSMAPの楽曲を歌唱する事は解散以前からあり、後輩が先輩の楽曲を歌唱するのは、ジャニーズでは恒例である。解散後も後輩タレントがSMAPの楽曲を歌唱する事はあり、以後も続いていくと思われる。
1月5日、5人の最後のメッセージがジャニーズ事務所の公式サイトに公開された。
同日、SMAPの特典などを受けられるポイントサービス「SMAPO（スマッポ）」が、6月30日を以ってサービスを終了することが所属レコード会社のビクターエンタテインメントより発表された。
1月13日、『滝沢歌舞伎2017』でジャニーが公の場に登場し、SMAPについて言及した。前年5月の解散否定発言については、「僕は（あのとき）正直に言っている。なんの嘘もない。時と場合によってニュアンスが違ってくることもある」と振り返り、グループを存続できなかったことには「お謝りしたい」と頭を下げ、ファンに対して「僕も同じ。悲しい」と声を落とした。5人の今後については「心機一転メンバーがますます、それぞれの世界を作りあげていく期待がものすごくある」「（独立の噂について）みんな、出ていくことを前提で話していないと思う。そんなやぼっちいタレントじゃない」「僕は絶対永遠に後押し、バックアップ、応援していくつもり。誰に対しても。それは間違いない」と断言した。
2月1日で事務所によるSMAPの単体サイトが閉鎖された。
4月22日、香取のレギュラー番組『SmaSTATION!!』に中居がゲスト出演。グループ解散後でラジオのレギュラーを持つ香取・草彅以外では初共演となった。また、中居にとって、香取のジャニーズ事務所退所前最後の共演となった。
9月9日付で稲垣、草彅、香取の3人が事務所を退所、22日に元マネージャーの飯島が代表を務める株式会社CULEN所属となり、公式ファンサイト「新しい地図」を開設した。同日には朝日新聞・東京新聞に見開きの広告を掲載している。
解散後、稲垣が『週刊文春』（2018年 8/16・23 合併号）誌上で阿川佐和子と対談し、解散の件について稲垣は、「一連の経緯の中で、誰が辞めて誰が残るという選択を迫られたわけですが、それは5人の中でちゃんと納得というか…。」、「細かくどういう話し合いをしたかまでは言えませんけども、ファンの皆さんにはそこは心配しないでもらえたら嬉しい。」、「（5人が）通じてないことはないです。愛してますし。」、「愛してる、はちょっとオーバーな言い方になったかもしれませんが、絆というか通じ合っている心はある。」、「最後の決断は、それぞれが責任を持ってファンを大切にしていくために決めたことなんですよ。」、「いずれ地上波で共演もできたりとか、いろんなことが実現できる日が早く来ればいいなと思っています」、「グループの肩書きがないほうが、役者として幅が広がるかなと、いまは前向きに捉えています。」、「もしかしたらいまの活動を物足りなく思う方もいるかも知れませんけれども、ファンの方のことをいちばんに考えてやらせていただくというのはこれまでもこれからも変わらないです。」と答えた。
中居はSMAPの解散の経緯について、「僕個人は（幕引きを）怠った人間で…（SMAPは）『。（マル）』で幕引きができなかったので」と後悔の思いがあると明かした。その後、2018年9月にタッキー&翼が解散した際、連絡を入れた滝沢秀明に「今のタッキー&翼は『、（点＝読点）』だ。ちゃんと『。（マル＝句点）』をつけて終了しなさい」と助言、タッキー&翼は同年末のジャニーズカウントダウンライブでラストパフォーマンスを披露して有終の美を飾った。その一方で2020年には「荷が下りたとか、今まで背負ってきたものを、1回荷物を下ろしていいんだって感じまでたどり着けてないのが正直な気持ちですね」とも話している。
2019年に行われたジャニー喜多川の葬儀には、中居と木村が参加し、すでに事務所を退所していた稲垣、草彅、香取はコメントを出すに留めた。また、解散後中居と木村が公の場で顔を合わせたのはこのときのみと言われている。
2019年7月17日、元メンバーの稲垣、草彅、香取の独立した3人にジャニーズ事務所から、民放テレビ局などに、3人を出演させないよう圧力をかけた疑いがあり、公正取引委員会は独占禁止法違反の恐れがあると、7月17日までにジャニーズ事務所を注意した。ジャニーズ事務所から独立後、出演していた民放テレビ局のレギュラー番組が次々に打ち切りとなり、2019年7月で民放の番組への出演はなくなっていた。公正取引委員会は関係者から事情聴取して調査していた。その後、同年11月27日までに公正取引委員会は、芸能事務所を退所した芸能人の活動を一定期間禁止する契約は独占禁止法違反（優越的地位の濫用）にあたるとの見解をまとめた。
これ以降は、ジャニーズ事務所に限らず芸能事務所から所属タレントが退社・独立する事例が急増し、中居も翌2020年3月付けでジャニーズ事務所を退社し、新たに個人事務所「のんびりなかい」を設立。同事務所の所属タレントとして再出発した。この注意喚起に関し、公正取引委員会の元委員長を務めていた杉本和行がインタビューにて、「公取が芸能プロダクション側、テレビ局側の双方を調査して、独禁法違反とするまでの確定した証拠までは得られなかったが、いろんなことを総合すると独禁法違反につながり得る行為があると判断した結果」、「そんなに強い処分ではないが、芸能界という場所においても『独禁法違反につながるおそれがある行為が存在する』とメッセージを出せた意味は大きかった」と答えた。
2020年8月2日配信の『7.2 新しい別の窓』（ABEMA）で、香取は「3年くらい経つんですけど、本当にこんなにテレビに出れないかと」と本音を漏らしている。これに関連したインタビューとして、日本音楽事業者協会専務理事の中井秀範が、「ジャニーズ事務所に公正取引委員会が調査に入り、注意を行ったことは事実ですが、圧力や嫌がらせの事実を認定したわけではない。キャスティングされる機会が減ったのは、偏（ひとえ）に『SMAP』『ジャニーズ』という金看板が外れたからだと思う」、「放送局や代理店は、常にリスクやトラブルの回避を意識する。あくまで一般論だが、独立したタレントが元の事務所から円満に退社したのではない場合、そこには紛争の可能性や、不法行為などで損害賠償問題が起こった時の支払い能力の有無など、潜在的なリスクが存在すると判断してキャスティングを避けることはあると思う」と答えている。
2020年年末に草彅が結婚した際には中居・木村がそれぞれ事務所を通じてコメントを寄せ、2021年正月の『さんタク』では明石家さんまに振られて木村が草彅の結婚に言及する場面があった。
2022年12月26日、『冬のドラマ対抗 タイムリミットバトル ボカーン!』に草彅がドラマ『罠の戦争』の出演者の一人として出演。本番組はこれまで中居が司会を担当していたが、この放送のみ体調不良による休養のため、共演が叶わなかった。
2023年4月30日、中居がMCを務める『まつもtoなかい』に香取がゲスト出演。中居と香取の共演は先述の『SmaSTATION!!』以来約6年ぶりである。また両者共にジャニーズ事務所を退所してから初共演となる。
メディア上の共演では無いが、2022年12月24日に東京メディアシティにて草彅主演のドラマ『罠の戦争』の撮影を行なっていた際、同日に同じ場所で木村が主演映画『レジェンド&バタフライ』の宣伝活動の一環でテレビ番組収録を行なっていた為、草彅が木村の楽屋に挨拶の為に訪れていたことを、2023年に週刊誌『週刊女性』が報じた。この件について後日草彅の所属事務所が、草彅が木村に挨拶に行ったことを認めた。

## 各方面の反応とコメント

### 芸能界内部からの反応
1月の騒動勃発から12月の解散まで、芸能人からこの騒動に関する発言や感想が大量になされた。その中でも特に反響を呼んだり、あるいは発言自体が議論を呼んだものは以下の通り。
- 元SMAPのメンバーで1996年にSMAPを脱退しオートレーサーに転出した森且行は、本人およびジャニーズ事務所の方針で芸能界とは没交渉にあり、騒動に対して一貫してノーコメントを貫いている。1月の騒動勃発時は自身も一切知らなかった事実のみを発表し、「ダメです。聞かないでください」とコメントを断った[128]。8月の解散発表時はSGオートレースグランプリに出場中で、オートレースを統括するJKA広報を通じて「この度のSMAP解散報道の件については、私自身も今朝初めて知ったことですので、コメントは差し控えさせていただきます」とコメントを発表した[129]。
- デビューからメンバーとの共演が多く、5人の最後の仕事でも共演したタモリも解散に至るまでノーコメントを貫いていたが、スポーツニッポンに寄稿した直筆の手紙が解散翌日の1月1日付同紙に手書きのまま掲載された。内容は下記の通り[130]。

- 明石家さんまは、2015年末の『さんま&SMAP!美女と野獣のクリスマススペシャル』の収録で共演した時点でメンバー間の事情を把握していたという[131]。解散発表直前に『FNS27時間テレビ』で中居と共演した時には自身の立場を「中居派でも木村派でもなく、SMAP派」と発言。解散発表後の『MBSヤングタウン』（毎日放送）の8月20日放送分では、「こうなるだろうとは思っていたけど。オレは個人的には、これでいいと思いますね。ファンの方は、解散は寂しいと思うけども、あのままの状態ではSMAPは続けても意味がなかったと思うのでね。」とSMAPの解散を肯定し、メンバー・スタッフ全員を気遣う発言をした[132]。一方「さんまのお笑い向上委員会」8月27日放送分で共演の後輩芸人にコメントを求められた時には、「俺は木村派」、「（真相は）メリーさんのゴーサインが出たらいう」と冗談交じりで語ったため、ネット上では賛否が飛び交った[133]。
- ジャニーズ事務所の先輩、後輩タレントもそれぞれにコメントを出したが（後述）、滝沢秀明（タッキー&翼）の発言は物議をかもした。『週刊文春』9月29日号の直撃取材を受けた際、「ただの少年が百八十度人生を変えてもらったわけですから、（ジャニーズ事務所に）感謝するのは当たり前。それをわからなかったらアホでしょう」「僕らの仕事は、ただキャーキャー言われてるだけじゃないんです。自分の後ろにはスタッフとかたくさんの方がいて、その人たちの生活もかかっているんです」と答えたとされたのである[134]。その後、12月25日に自らのディナーショーでこの発言に対し、「大先輩にそんなことを言うはずがないですよ」と報道を否定した。「感謝の気持ちを持つのは当たり前ですから」という発言が曲解されたという。同時に解散自体について「残念です。もっと見たいです」「（解散の）話が変わってくれと思っていたんです」「今もそれを願っている人もいます。でも先輩が決めたことなので」と語った[135]。
- デーブ・スペクターは地上波テレビでジャニーズ事務所のタブーに切り込んだ数少ない実例であった。騒動がいったん終息した直後の1月24日の『サンデージャポン』に出演した際、「テレビが騒動を取り上げる時、スポーツ新聞や週刊誌の情報ばかり扱っており、どこも独自取材を行っていない。日本の芸能界とテレビのあり方が浮き彫りになっちゃった」と、事務所に及び腰になるテレビ局の姿勢を批判した[136]。また、解散直後の2017年1月4日に『とくダネ!』（フジテレビ系）に出演した際には「オーストラリアのテレビ局から取材がきた」「これだけSMAPは人気があるのになんで解散するのか、しなければならないのか理解できないということで、アジア中心に相当関心が高いですね」と語り、その際キャスターの小倉智昭から「デーブはその時、なんで解散するんだって答えたの?」と聞かれると、「身内的な事よりも事務所のドタバタ、いろんなこと…対人関係がエスカレートしてこうなってしまったんですけど、本人たちの希望ではないです」と答えたと明かした[137]。
- 松本人志（ダウンタウン）もタブーに触れる発言をしている。松本は2017年1月1日の『ワイドナショー元旦SP』（フジテレビ系）にて、2016年の芸能ニュース全てに言及する形で「いろいろな芸能ニュースあるじゃないですか。やっぱりいまだに、事務所の力関係とか、大きい事務所のスキャンダルは扱えなかったりすることが、やっぱりあるんですね」「でも、一般の人にはバレてるから、何で、あのニュース扱わないのっていうのは。ネットで散々上位に上がっているのにワイドショーでは一切扱わない、この違和感は、テレビ業界の人たちも、そろそろ気づいてほしい。じゃないとテレビはどんどん時代遅れになっていくし、芸能界ってやっぱり変な世界やな、と一般社会と離れていっちゃうのはさみしいし、悔しい」「なんで（テレビが）そこを扱わないのかというと、たいていの場合、その事務所が大きかったり、いろいろな問題が出てくるんですよ。そこもしっかり扱えるようになればいいのにと思うんです」「触れないことの残念さっていうか、それって、一番損するのはタレントだと思う」「（テレビ視聴者）がどんどん離れていって、芸能界を誰も信用してくれなくなるのが一番嫌です。」とテレビと芸能界の関係に言及した[138]。
- また、YOSHIKI（X JAPAN）は自身も1997年にX JAPANを解散し2007年に再結成した経験を持ち、この件について都内で2016年8月25日に行われた『楽天モバイル』新CM発表会で「あれだけ素晴らしいグループですからね。ただメンバーっていろんな意見もあるでしょうし、内部じゃなきゃ分からないことがいろいろあると思うんですね」と一定の理解を示した上で「皆さんまだ生きてますから、今後もし、何年後でも再結成していただけると皆さん喜ぶと思いますし、僕としてもそういうのを望んでいます」とコメントしている[139]。

### 識者による反応
SMAPや芸能界とは普段は縁遠い作家や評論家などもこの出来事に対する所感を述べており、よりタブーに踏み込んだ発言も多い。
ジャーナリストの津田大介も放送の印象を「謝罪」が誰に対するものか分からないうえ、グループの存続も明言されず、「実に不気味で不可解な内容」と評した。またマスメディア側は記事の情報源を失うことを恐れるあまり、当初から事務所側におもねった報道をしてグループ存続を事務所側の「温情ある措置」と称えていたが、対するソーシャルメディア上の意見は「公共の電波を利用した“見せしめ”」などの事務所側に対する批判が溢れたことを紹介した。そしてマスメディアのこのような姿勢は政治家に対する大手新聞の報道姿勢とも類似しており、現代日本社会におけるパワーハラスメントや公共の電波を一企業に私用させるテレビ局、若い才能を潰す頑迷な年長者といった問題を象徴する出来事と評し、マスメディアに中立性と読者本位の報道を求めた。
マスメディアの姿勢の偏りについては月刊誌『創』の篠田博之編集長も同様の疑問を表明しており、これに対してもともとジャニーズ事務所と対立的な姿勢である『東京スポーツ』や『日刊ゲンダイ』は独特な報道をしていて、謝罪放送に対し「やらせ」「公開処刑」といった表現をしていることや、飯島自身もかつて事務所同様に『創』を含めたマスコミに対し制圧的な姿勢を取っていたことを指摘した。
小説家の高橋源一郎もTwitter上の他者のつぶやきを引いて、件の放送を境に単なる芸能ゴシップだったはずの出来事が、雇用者の被雇用者に対する抑圧やマスコミの批判検証をしない姿勢などをクローズアップし社会問題に発展したという意見が大きく共感を集めたことや、アメリカなどでは起こり得ない、タレントがサラリーマン的立場で自分のキャリアを自分でコントロールできない日本の芸能界特有の出来事という意見を紹介し、日本の多くの人が組織に従わざるを得ず、自分の言葉を持ちにくい状況に重なると考察した。
SMAPをデビューから知るファンで飯島マネージャーとも面識のある小説家の林真理子も事務所内で傍流の立場から元事務員のマネージャーとトップに上り詰めた彼らには演劇性の魅力があり、一連の出来事が大きく伝えられるうちに日本人の好む「判官贔屓」の悲劇性を帯びていったとした。謝罪放送については「生木を裂くよう」でSMAPの姿が「可哀想で見ていられなかった」といい、解散が回避されたことにも納得ができずいっそ分裂や独立すればよかったのではと複雑な気持ちになったと述べた、さらに『週刊文春』2017年1月5・12日合併号にて、「ジャニーズが青春だった」と題する対談を行い、SMAP解散の話題になってさらにヒートアップし、「あれも文春のメリーさんへのインタビューがきっかけだけど、その後"公開処刑"と言われた放送がありましたよね。「ジャニーさんに謝る機会を木村（拓哉）君が作ってくれて、僕らが今ここに立てています」っていう、言わされている感じのあまりに切ないシーンがあって。あれでファンはみんな怒ったわけですよ。メリーさんひどいって」とメリーを痛烈に批判している。
水谷修も自身のブログで、所属タレントの芸能活動に口を挟んで屈服させた姿を、タレントを奴隷化している、と批判した。加えて、カメラの前にメンバーを引き出して謝罪させたフジテレビや、事務所批判を流すことのないほかのメディアを『ファシズム』と呼んだ。
放送作家として『SMAP×SMAP』などを手掛ける鈴木おさむも23日に行われたイベントの囲み取材の中で、報道陣から解散についてコメントを求められたが「ファンの方、世の中の人と同じ想いです」と語るにとどめた。
ニュースキャスターの安藤優子も12月27日、MCを務めるフジテレビ系『直撃LIVE グッディ!』において、31日をもって解散するSMAPに対し、遠くない将来に再結成することを願っており、「皆さんにとって、いて当たり前のように思ってきた存在だった。いないことの恐怖感というか…。いないことに、どうやって慣れていけばいいんだろうかという困惑が実感としてある」とSMAPについて自分自身の心理を明かすかのようにファンの喪失感に思いをはせた。番組では26日に放送された同局系『SMAP×SMAP』の最終回において、グループが最大のヒット曲『世界に一つだけの花』を歌唱するシーンを放送し、ファンの声も交えており、その後に安藤は「これから別々の道を歩んでも、いつの日か再結成というのは決して珍しいことじゃない。そういう日が来そうな気がしません？」と共にMCを務める俳優の八嶋智人に訴えた。八嶋も「40年くらいたって再結成しても…。今から40年後だとぼくは86」などと呼応し、いつの日かの再結成に望みを託していた。
『校閲ガール』の原作者で作家の宮木あや子も、「あのインタビュー自体（メリーに対しての週刊文春の直撃取材）は悪いものではなかった。でも文春なら、あそこを入り口にして、ジャニーズ事務所のいろんな瑕を炙り出せたんじゃないかと。だって、普通の企業に置き換えて考えたら、副社長が自社の目玉商品のダメな点を週刊誌にわざわざ言いませんよね？」と話し、「もし株式公開していたら総会で糾弾されるでしょうし。どうしてそういうところに突っ込まなかったのか」とメリーの一連の言動に対して株式公開している一般企業の株主総会で糾弾されるような愚挙であると、真っ当すぎる批判を口にし、「芸能界がいくら特殊な場所だとしても、もし、文春があのあと継続してしつこく追及していたら、事務所内部での意識改革的なものがあったかもしれないし、中の人が目をつぶっていたことや見えていなかったことに気づいて、SMAPにも違う未来があったかもしれない。いままで文春は、世間の悪を暴いてきたのに、今回はただ聞いたこと、見たことを書いただけじゃないですか」と一連の騒動の引き金となった文春に対しても、インタビュー中に飯島を呼び出した上での罵倒についてのパワハラや、事務所の体質を批判していない事、文春があそこでメリーになびかず、ジャニーズ事務所やメリーの体質を批判するキャンペーンを張っていたら、ここまでのような騒動にはなっておらず、流れは変わりSMAPの解散も無かったのではという趣旨の発言をしており、それを怠った文春に対しても批判している。

### 政界に関連した反応
スマスマでの生コメントから一夜明けた1月19日、参議院予算委員会において斎藤嘉隆委員から質疑の枕としてコメントを求められた安倍晋三内閣総理大臣は「政治の世界もそうですが、同じグループが長年続いていくうえにおいては、さまざまな課題もあります。しかし、多くのファンの方々の期待に、また願いに応えてグループが存続するのは良かったと思います」とコメントした。この他、馳浩文部科学大臣も「私の妻（高見恭子）も芸能界にいて、芸能界のしきたりはわかっているので、それを踏まえても5人一緒で良かったと思っています」とコメントするなど、芸能界の労使関係を問題視する向きは少なかった。
その中で、維新の党の井坂信彦衆議院議員が2月3日付で「SMAP騒動と放送法に関する質問主意書」を提出し、韓国におけるJYJ法を引き合いに芸能事務所が所属タレントの番組出演を妨害する行為は放送法違反に当たるか否かを質した。これに対する内閣の回答は「個別具体的な状況に即して判断する必要があり、一概にお答えすることは困難である」というものであった。また芸能事務所の妨害を排除する措置を検討するか、という質問に対しては、「制度の具体的に意味するところが必ずしも明らかではなく、お答えすることは困難である」と回答された。井坂衆議院議員は労働問題や放送法を主に取り組んでおり、芸能というソフトパワーの現場が不公正な環境下にあることは国家や経済にとって大きなマイナスである、とコメントしている。また、劣悪な環境が大々的に暴露されることになれば、JYJ法に相当する立法を行う必要もある、とも述べた。
上西小百合衆議院議員も、公設秘書をつとめる笹原雄一の伝手で自費で渡韓、JYJの関係者らを取材した。結果、具体的な労働問題が訴えられていないため総務省や公正取引委員会が介入することは出来ないが、立法が行われたら何らかの抑止効果にはなりうる、という見解を明らかにした。
この他にも、自民党の石破茂衆議院議員が、自身がファンであったキャンディーズになぞらえて、「解散が現実のものとなり極めて残念ですが、今後はそれぞれが独自にアーティストとしての道を極めてほしいと思います。」「なんか今にして気持ちはわかるような気がします」「だからSMAPの皆さんも40（歳）を過ぎてですよ、自分の人生は何なんだってことはね、考えるんだろうなって気はしますよね。」などと語っている。

### 世界各国の反応
SMAPは日本以外のアジア諸国でも人気グループであるため、世界各国の各種メディアもこの解散決定報道を日本のメディアの記事を引用し、メンバーのコメントを掲載するなど重大ニュース扱いで報道していた。
韓国では地元メディアが「日本最高の人気グループ、デビュー25年で消滅」（聯合ニュース）、「和解に失敗、メンバー各自の道へ」（YTN）と速報した。このうち聯合ニュースは、SMAPについて「日本芸能界で縦横無尽の活躍をしてきた」と紹介した。1月に起きた解散報道も交え「1月に浮上した解散説で芸能界とファンに一時衝撃を与えたが、結局は解散の道を進んだ」と報じた。また、韓国語を話し、名前を韓国語読みした「チョナン・カン」の名で地元メディアに出演し、韓国国民から高い人気を集めた草彅については「彼だけでも韓国に来てほしいです」という声がファンの間で上がっている。
さらに日本のアイドルファンが多い台湾では、地元大手メディアが「最強グループの28年が終焉」という見出しで、年内いっぱいでの解散が決まり、ファンらの心を傷つけたと報道した。地元ファンの間では「青春が終わってしまったんですね」などと惜しむ声が上がった。SMAPファンの30代の女性会社員は「信じたくないです。一つの時代が幕を閉じました」と寂しそうに話した。今年の『NHK紅白歌合戦』に「最後の舞台」として出場するかどうかにも関心が集まっているという報道もあった。
香港の大手新聞・東方日報も「このニュースは日本以外の中国、香港、台湾のファンらを非常に驚かせた」として、解散発表は「日本芸能界を驚かせた」と伝えた。
中国メディアはジャニーズ事務所による発表文を掲載、「解散によってジャニーズ事務所は90億円の経済的損失を被る」との推定を報道した。解散が明らかになった直後からインターネット上で「今夜は寝られない」「また嘘だと願いたい」などとファンによる書き込みが相次いだ。また、『SMAP✕SMAP』最終回放送当日の12月26日には駐日中華人民共和国大使館が公式TwitterにてSMAPへの感謝の言葉を発している。
また、イギリスBBCの電子版は「アジアで最も人気のあるグループの1つ、SMAPが年末で解散へ」と題する記事を掲載している。「SMAPが日本と中国、韓国との間の外交的なつながりにも貢献してきた」などと伝えた。
アメリカの大手新聞・ニューヨーク・タイムズが2016年8月20日付の1面などで大々的に「SMAP解散」を報道した。見出しの中では、日本にとってイギリスのロックバンド「ビートルズ」の解散を上回る衝撃であるといった表現で衝撃を伝えた。
12月12日放送分の『SMAP×SMAP』のゲストに世界的アーティストで音楽家のレディー・ガガが、『BISTRO SMAP』と『S-Live』にゲスト出演した。同月で終了する為、残り少ない放送回でゲスト出演したことについて「もうすぐ終わるとうかがった」「皆さんに会えなくなるのは寂しい」とメンバーに惜別の言葉を送った。ガガはビストロやS-Liveに何度かゲスト出演してSMAPとコラボしたこともあり、これまでは日本食だったという理由で今回はピザを注文した。食べ終わり、あいさつを求められたガガは「今日は皆さんと食事をご一緒できてとてもうれしかったです」と話し始めた。ガガの家族は皆でテーブルを囲んで食事することが伝統であることなどを告げた後、「この番組がもうすぐ終わるとうかがいました」とSMAPに惜別の言葉を送り、続けて、(放送時点で残りの放送は2回のみで最終回は総集編を中心に放送しており、ビストロはないので)「この番組最後の海外ゲストとして呼んでいただけて光栄です。ありがとうございました。皆さんに会えなくなるのはとても寂しいです。別の機会にまた会いましょう」と再会を願った。

### ファンによる反応
騒動発生当初より、解散阻止を望むファンの間で「世界に一つだけの花」の購買運動が始まった。2016年1月14日付オリコンデイリーチャートで9位、25日付週間チャートで75位に登場、全国の店舗の在庫が底をつき、急遽量産する事態になる。量産分が店舗に出回ると売り上げは復調し、22日付デイリーチャートでは1位に達し、2月1日付週間シングルチャートでは2004年1月26日付（1位）以来のトップ3入りとなる3位となった。以降もメンバーの誕生日やSMAPに関する記念日などが「購入強化週間」となって上位にランクインする状態が続き、年内最終週（12月19日付）までで40万枚以上を売り上げ、同週まででオリコン調べによる累積売上枚数が302.2万枚となり、「TSUNAMI」（サザンオールスターズ）を抜き、CDシングルの歴代売り上げの新記録を達成した。さらにオリコン週間シングルチャートのランクイン（TOP200圏内）通算登場週数は233週となり、「涙そうそう」（夏川りみ）を抜いて単独1位となった。
購買運動以外では、オンライン署名サイト「Change.org」で1月13日の解散報道直後から「SMAP存続」を願う趣旨で署名活動が行われたほか、前述の謝罪会見の放送後にはソーシャルメディア上における事務所側を批判する意見の表れとして、事務所の副社長・メリー喜多川の解任を求める署名活動も行われた。
さらに、SMAPの存続および解散後の再結成等を希望しているファンが解散発表後の9月にファンによる有志団体「5☆SMILE（ファイブスマイル）」を結成し、インターネットなどを通じてSMAPの存続を求める署名を呼びかけ、10月31日までに37万3515筆を集めた。署名の受け取りについて、当初ジャニーズファミリークラブ側は「郵送」を勧めていたそうだが、団体側は他のファンレター（他のグループ・メンバー個人の）と同じ扱いにならぬよう、あくまで手渡しにこだわり、12月11日に受理された。その後、団体事務局の公式Twitterでジャニーズ事務所側から事務局と署名者宛に対して手紙が公表された。その内容冒頭には、「この度の、37万3515筆にも及ぶ署名に込められた皆様のお気持ちを、謹んで拝受いたします。また、皆さまの想いをSMAPのメンバーにも必ず届けますことを、ここにお約束します」と書かれ、さらに、SMAPの存続を願う気持ちは「私たちスタッフ」もファンと全く同じであると強調。しかし、「存続に向けた活動の方向性をメンバーへ提案してまいりましたが、本人たちの強い意志を崩すまでに至らず、グループ存続が困難であるということを、苦渋の決断で受け入れた次第です」と、解散回避は不可能とのコメント。現在は「本人たちの意思を最大限に尊重」し、個々の活動を支えていくために「気持ちを整理している最中」だとした。
これに対し、ファンからは「本当にSMAPを説得するとは思えない文面」と事務所の対応に不満を露にし、そもそもグループ存続を求めているファンの多くは「解散は本人たちの意思ではないですので」という見方をしているため、「事務所が説得した」という話は信じていないとし、従来と変わらない経緯説明や、再説得について書かれていないことが、さらなる不信感につながり、Twitterでは、「受け止めるだけじゃなく、具体的に動いてください」「事務所が本当にSMAPを説得するとは思えない文面の受領書」「すでに決定事項は変わらない、あくまでSMAPの意志？がこの状況を招いたという姿勢で書かれている」「確かに署名は『受け取って』いただけたんですが、あの手紙を見る限り『受け止めて』はもらってないです」といった批判的な声がいくつも投稿されている。加えて「前略」「草々」が使用されていることや、社印、代表者名がないことについても「ダメ出し」がなされている等、事務所側の対応を批判している。
また、NHKに対しSMAPが出演した2011年10月10日放送の『プロフェッショナル 仕事の流儀』の再放送を求める運動も行われている。
新聞の広告欄を借り切ってメッセージを掲載する取り組みも行われた11月1日、2日には新聞各紙の広告欄に大量のメッセージを掲載した。
解散の直前に迫った12月には、朝日新聞において最大規模の掲載運動が行われた。ファン有志3人が朝日新聞が運営するクラウドファンディング「A-port」内で企画「SMAP大応援プロジェクト」を立ち上げ、新聞広告に感謝のメッセージを載せようとを使って呼びかけた。20日夕から受け付けを開始し、募集期間はわずか1週間だったが、2日で目標金額の1千万円を達成し、日を追うごとに支援者は増えた。最終日には募集サイトにつながりにくくなるほどアクセスが集中。ツイッターでは、集まった人数や金額への反応が盛んにツイートされた。最終的には、国内の購入型CFでは史上最多人数の1万3千人を超える支援者から約4千万円の資金を調達した。結果、30日付の朝日新聞朝刊において、8面に渡って広告が掲載された。起案した3人は「目標額を大きく上回る大きな大きなご支援をいただき、ありがとうございました」と感謝の言葉を述べた。
1月31日をもって「5☆SMILE（ファイブスマイル）」活動が終了した。
SMAP解散後、上記団体活動終了後の2019年に再度、新聞広告を使った取り組みを行おうとする有志の動きがあり、クラウドファンディングで調達した資金をもとに2019年11月18日朝刊に「令和もSMAPファン」という広告が掲載された。なお、再結成など現状の変化を求めた目的の広告ではない。

### インターネット上の反応・影響・事象
『SMAP×SMAP』での謝罪コメントの直後、TwitterではSMAP関連のツイートが集中したことによりサーバーがダウン。「技術的な問題が発生しています。ご迷惑をおかけしております。」という表示が数分間にわたって表示されたが、十数分後に復旧した。
最終回をむかえた『SMAP×SMAP』の放送後、ネット上には、番組終了を惜しむ声などが上がったが、その中でロート製薬も話題となっており（番組開始当初の1996年4月から2010年3月まではロート製薬の一社提供で放送されていたことから、番組オープニング時にアイキャッチが流れていた）、SNS上には「なにかが足りない…ロート製薬だ！」「ロート製薬さん、ありがとうございました!!」などの声が見られた。
「SMAP解散」という言葉はこの年の新語・流行語大賞の候補にノミネートされた（トップテンにはランクインせず）。

## 出演番組やスポンサーへの影響
『スマスマ』以外のメンバー全員が出演の番組、また、タイトル名にSMAPの名前が入る番組を放送する各放送局の対応は次の通り。
『SmaSTATION!!』や『『ぷっ』すま』などを放送するテレビ朝日は当初「現在変更の予定はございません」とコメントしたが、前者は2017年9月、後者は2018年3月をもって番組が終了することを発表した。『「ぷっ」すま』はその後、出演者・スタッフが続投してAmazonプライム・ビデオに移行し、2019年12月から『なぎスケ!』という名称で配信が開始された。
『おじゃMAP!!』を放送するフジテレビも「翌年以降も継続します」とコメントしたが、2018年3月をもって終了を発表した。
なお、民放各局が加盟する日本民間放送連盟（民放連）の井上弘会長は11月18日に行われた定例会見の中で解散が民放各局に与える影響について「それぞれの方が芸能活動をやめるわけでもないので、我々的にはそんなに影響はないと思います」と発言した。
2020年の東京パラリンピックに向けて応援サポーターにSMAPを起用してきた日本財団パラリンピックサポートセンター（パラサポ）は、解散発表を受けて「メンバーの決断を尊重する」とサポーター活動の終了を正式に発表、公式サイトにはジャニーズ事務所側からサポーター活動辞退の申し出があり、受諾した旨のコメントを掲載した。なお、代役および後任のサポーターについては解散後空席となっていたが、2017年11月15日、メンバーのうち事務所を離れた稲垣・草彅・香取の3人が新たにパラサポのスペシャルサポーターに就任した。
数理経済学者の宮本勝浩・関西大学教授が解散における推定損失額を計算したところ、SMAPによる経済効果を280億円（年間収入が約250億円、コンサートに参加するファンの交通費や飲食費が30億円）、これにソフトの材料や制作費用などの一次波及効果を合わせて約499億円。直接・一次波及効果で売り上げのあった企業で働く人の所得増加があった際、消費に向かう二次的波及効果を約137億円と算出し、年間約636億円の損失が生じると試算した。さらに解散した場合の所属事務所の損失は、少なく見積もっても250億円の3割に当たる50-60億円と分析。一方でファンによる購買運動については「一時的なもの」として、経済効果は「せいぜい数億円くらいでしょうか」とコメントした。
スマスマ最終回スペシャルの中で、かつてSMAPがCMキャラクターを務めていたソフトバンクがSMAPに対しての感謝を述べた特別CMを放送した。内容は、「オリジナルスマイル」をBGMに、かつて5人が出演した同社のCM映像やオフショットをつなぎ合わせて60秒に編集したVTRに「あんなことやこんなこと　いろいろしていただきました。　本当に　ありがとう。　SoftBank→SMAP」とメッセージが添えられ、最後はお父さん（白戸次郎）（カイくん、声・北大路欣也）が映し出され「サヨナラじゃ、ないよな?」とコメントした。ちなみに同社の広報室によると、SMAPはこの時点でCM契約期間は終了していたが、このCM1本の為だけに事務所、テレビ局と一日限定の契約を結び、放送が実現した。このため今後、今回のCMが再放送ならびに公式サイト等での公開はされることはないという。

### 冠番組（ラジオ）
- 『稲垣吾郎のSTOP THE SMAP』（文化放送）については、12月15日放送分にて翌年1月5日放送分からは『編集長 稲垣吾郎』という番組名になることを稲垣自身が発表した[200]。放送時間帯も30分繰り上がり、4月以降の放送について文化放送側は「継続は未定」としていたが[201]、解散後の2017年1月17日、文化放送の三木明博社長が定例会見を行い4月以降について「継続する」と放送を継続することを明言した上で、「新番組で大変大きな反響をいただいています。そうした番組への熱い期待を受けても、4月以降も継続してやっていきたいと思います」と番組継続を明言した。放送時間についてはプロ野球ナイター中継にかぶらない時間でその後、調整していくとした[202]。
- 『中居正広のSome girl’SMAP』（ニッポン放送）は、番組名を変更して継続することとなり[203]、12月17日放送分のエンディングで中居自ら新番組のタイトル名『中居正広 ON ＆ ON AIR』を発表した（翌年1月7日から）[204]。2025年1月4日放送分をもって終了した[205]。
- 『おはようSMAP』（TOKYO FM）は12月30日放送分をもって終了した[206][207]。
- 『木村拓哉のWhat's UP SMAP!』（TOKYO FM）は番組名を変えず、「SMAP」の文字を唯一使用したまま継続することとなった[206][207]。この扱いの差に対し、木村は12月16日放送分の同番組内で名前の変更に「言ったわ、言ったけど、どうしようかな。どうするべきなのかなと……。割りと考えました」と、正直悩んだことも告白し、それでも「背中を押してくださっているというか、TOKYO FMさんをはじめ、このラジオを聴いてくださっているリスナーの方たちからも『このままでいいんじゃない』という声が多かったてことが事実としてあって、背中を押してもらった気持ちになって、自分自身の中でも『いいんじゃない変えなくて』と思ったんです」と語り、さらに、名前から「SMAP」を外さなかった理由については、リスナーの恋愛話などに木村が赤裸々に答えてきていることから、番組当初から聴いているリスナーは「知っていると思うけど」とした上で「What'sのSMAPの中には、Sad（サド）、Maso（マゾ）、Assemble Pepoleっていう意味も含まれているんですね」と説明。「だから、ちょっとね、変態なんですよ、このラジオは。スタート当初から」といい、「1月以降も変わらず、よろしくです」と話した[208]が、2018年7月20日の放送分で木村が同年7月27日放送分をもって当番組の終了を発表し、放送時間も曜日と時間帯を変更し、同年8月5日からは『木村拓哉 Flow』という番組名として新たにスタートすることを発表。これにより、メンバー全ての冠番組の番組名から『SMAP』の文字が消えることとなった[209]。
- bayfmは『SMAP POWER SPLASH』について同年12月6日に、2017年の元旦（1月1日）放送分から新たに『ShinTsuyo POWER SPLASH』にリニューアルし放送を継続することを発表。草彅と香取は引き続きDJを務め、長年「パワスプ」の愛称でファンに親しまれてきた番組が装いを新たに、草彅と香取の“しんつよ”コンビの名を冠して翌年以降もオンエアされることとなった[210]。

冠番組の変更一覧
| 解散以前の番組名          | 解散後の番組名                                       | 放送局       | パーソナリティ   |
| ------------------------- | ---------------------------------------------------- | ------------ | ---------------- |
| 稲垣吾郎のSTOP THE SMAP   | 編集長 稲垣吾郎                                      | 文化放送     | 稲垣吾郎         |
| 中居正広のSome girl’SMAP  | 中居正広 ON&ON AIR                                   | ニッポン放送 | 中居正広         |
| 木村拓哉のWhat's UP SMAP! | 木村拓哉のWhat's UP SMAP!（変更なし） →木村拓哉 Flow | TOKYO FM     | 木村拓哉         |
| SMAP POWER SPLASH         | ShinTsuyo POWER SPLASH                               | bayfm        | 草彅剛、香取慎吾 |

## 解散に伴う物販など
解散直前の12月にベストアルバム・映像集の発売が行われた（発売元のJVCケンウッド・ビクターエンタテインメントの発表ではデビュー25周年に伴うものとし、解散とは直接関連していないとしている）。店舗によってはイベントの一環として、本人たちが実際に着用した衣装展示などが行われている。

### ベストアルバム
12月21日にファン投票によるベスト盤『SMAP 25 YEARS』が発売された。チャート成績は2017年1月2日付、1月9日付オリコン週間アルバムランキングで2週連続1位を獲得し、発売3週目で累計売上が100.7万枚に達しミリオンセラーを達成、現在まで累計115.5万枚を売り上げている（オリコン調べ）。
これに際して12月6日、日本初のバウリニューアル啓発団体「VRJベストバウリニューアルデイ2016」にて、「SMAPベストアルバムリリース日」の2016年12月21日を受賞日とすることが一般社団法人バウリニューアルジャパンより発表された。

### 映像集
2016年12月28日には映像集『Clip! Smap! コンプリートシングルス』が発売され、発売初週にDVDは19.2万枚、Blu-ray Disc（以下BD）は18.9万枚を売り上げ、1/9付オリコン週間DVD／BD両ランキング（集計期間：2016年12月26日〜2017年1月1日）で総合1位に初登場した。音楽DVDとBDの売上枚数を合算した週間総合ミュージック映像ランキングでも合算売上38万1046枚で1位となり、映像ランキング主要3部門を独占した。さらに、DVDでは同16日付、同23日付でも1位となり、3週連続となる音楽DVD総合1位を獲得し、SMAPがDVDランキングで3週連続1位を獲得したのは本作が初となった。本作は、SMAPのシングル55作品の両A面曲を含む全63曲の映像を収録。1991年9月のCDデビューから25年間で発表されたミュージックビデオ（MV）を中心に、ライブ映像、秘蔵映像等が収められている。

### 衣装展示
ベストアルバム販売開始と同時に、SMAPメンバーが着用した衣装の展示が一部のCDショップで行われた。タワーレコード新宿店、タワーレコード渋谷店、SHIBUYA TSUTAYA、タワーレコード福岡パルコ店、HMV札幌ステラプレイス、大阪EBISUBASHI、天神駅前福岡ビル、函館のTSUTAYA各店舗、タワーレコード大高店（名古屋市）などで展示されている。またビクターのSMAP公式ページにも展示衣装が掲載されている。以下は展示衣装一覧。
| 店                               | 期間                                               | 衣装                                                     |
| -------------------------------- | -------------------------------------------------- | -------------------------------------------------------- |
| TSUTAYA渋谷店                    | 2016年12月20日 - 1月3日                            | 稲垣「GIFT of SMAP -CONCERT TOUR'2012-」                 |
| TSUTAYA渋谷店                    | 2016年12月20日 - 12月25日・2017年1月26日 - 1月31日 | 草彅「Mr.S “saikou de saikou no CONCERT TOUR”」          |
| TSUTAYA渋谷店                    | 2016年12月29日 - 1月12日                           | 木村「SMAPとイク？SMAP SAMPLE TOUR FOR 62 DAYS」         |
| TSUTAYA渋谷店                    | 2017年1月7日 - 1月22日                             | 中居「We are SMAP! 2010 SMAP CONCERT TOUR」              |
| TSUTAYA渋谷店                    | 2017年1月26日 - 1月31日                            | 香取「We are SMAP! 2010 SMAP CONCERT TOUR」              |
| TSUTAYA大阪店                    | 2017年1月7日 - 1月12日                             | 稲垣「GIFT of SMAP -CONCERT TOUR'2012-」                 |
| TSUTAYA大阪店                    | 2017年1月16日 - 1月22日                            | 木村「SMAPとイク？SMAP SAMPLE TOUR FOR 62 DAYS」         |
| TSUTAYA大阪店                    | 2017年1月26日 - 1月31日                            | 中居「We are SMAP! 2010 SMAP CONCERT TOUR」              |
| TSUTAYA福岡・天神駅前店          | 2016年12月20日 - 12月25日                          | 中居「We are SMAP! 2010 SMAP CONCERT TOUR」              |
| TSUTAYA福岡・天神駅前店          | 2016年12月29日 - 1月3日                            | 香取「We are SMAP! 2010 SMAP CONCERT TOUR」              |
| TSUTAYA福岡・天神駅前店          | 2017年1月7日 - 1月12日                             | 稲垣「GIFT of SMAP -CONCERT TO no CONCERT TOUR”」        |
| TSUTAYA福岡・天神駅前店          | 2017年1月16日 - 1月22日                            | 稲垣「GIFT of SMAP -CONCERT TOUR'2012-」                 |
| TSUTAYA福岡・天神駅前店          | 2017年1月26日 - 1月31日                            | 木村「SMAPとイク？SMAP SAMPLE TOUR」                     |
| 蔦屋書店・函館店                 | 2016年12月20日 - 12月25日                          | 木村「SMAPとイク？SMAP SAMPLE TOUR」                     |
| 蔦屋書店・函館店                 | 2016年12月29日 - 1月3日                            | 中居「We are SMAP! 2010 SMAP CONCERT TOUR」              |
| 蔦屋書店・函館店                 | 2017年1月7日 - 1月12日                             | 香取「We are SMAP! 2010 SMAP CONCERT TOUR」              |
| 蔦屋書店・函館店                 | 2017年1月16日 - 1月22日                            | 草彅「Mr.S “saikou de saikou no CONCERT TOUR”」          |
| 蔦屋書店・函館店                 | 2017年1月26日 - 1月31日                            | 稲垣「GIFT of SMAP -CONCERT TOUR'2012-」                 |
| HMV・札幌店                      | 2016年12月20日 - 1月4日                            | 中居「GIFT of SMAP -CONCERT TOUR’2012-」                 |
| タワーレコード・新宿店           | 2016年12月20日 - 1月4日                            | 中居「Pop Up! SMAP -飛びます! トビだす! とびスマ? TOUR」 |
| タワーレコード・渋谷店           | 2016年12月20日 - 1月4日                            | 香取「Mr.S “saikou de saikou no CONCERT TOUR”」          |
| 山野楽器・仙台店                 | 2016年12月20日 - 12月25日                          | 木村「We are SMAP! 2010 SMAP CONCERT TOUR」              |
| 山野楽器・仙台店                 | 2016年12月20日 - 12月25日                          | 稲垣「GIFT of SMAP -CONCERT TOUR’2012-」                 |
| 山野楽器・銀座本店               | 2016年12月27日 - 12月31日                          | 木村「We are SMAP! 2010 SMAP CONCERT TOUR」              |
| 山野楽器・銀座本店               | 2016年12月27日 - 12月31日                          | 稲垣「GIFT of SMAP -CONCERT TOUR’2012-」                 |
| 山野楽器・ワルツ所沢店           | 2017年1月3日 - 1月5日                              | 木村「We are SMAP! 2010 SMAP CONCERT TOUR」              |
| 山野楽器・ワルツ所沢店           | 2017年1月3日 - 1月5日                              | 稲垣「GIFT of SMAP -CONCERT TOUR’2012-」                 |
| 山野楽器・プラーザ テラス店      | 2017年1月7日 - 1月9日                              | 木村「We are SMAP! 2010 SMAP CONCERT TOUR」              |
| 山野楽器・プラーザ テラス店      | 2017年1月7日 - 1月9日                              | 稲垣「GIFT of SMAP -CONCERT TOUR’2012-」                 |
| 山野楽器・イオンモール鶴見緑地店 | 2017年1月13日 - 1月20日                            | 木村「We are SMAP! 2010 SMAP CONCERT TOUR」              |
| 山野楽器・イオンモール鶴見緑地店 | 2017年1月13日 - 1月20日                            | 稲垣「GIFT of SMAP -CONCERT TOUR’2012-」                 |
| 東京都HMV&BOOKS TOKYO 5Fフロア   | 2016年12月20日 - 1月4日                            | 木村「Mr.S “saikou de saikou no CONCERT TOUR”」          |
| 東京都HMV&BOOKS TOKYO 5Fフロア   | 2017年1月7日 - 1月31日                             | 中居「GIFT of SMAP -CONCERT TOUR’2012-」                 |
| 東京都HMV&BOOKS TOKYO 5Fフロア   | 2017年1月7日 - 1月31日                             | 木村「Mr.S “saikou de saikou no CONCERT TOUR”」          |
| 東京都HMV&BOOKS TOKYO 5Fフロア   | 2017年1月7日 - 1月31日                             | 稲垣「SMAP 2008 super.modern.artistic.performance tour」 |
| 東京都HMV&BOOKS TOKYO 5Fフロア   | 2017年1月7日 - 1月31日                             | 草彅「We are SMAP! 2010 SMAP CONCERT TOUR」              |
| 東京都HMV&BOOKS TOKYO 5Fフロア   | 2017年1月7日 - 1月31日                             | 香取「Joy!!ジャケット撮影用つなぎ」                      |
| タワーレコード・大高店           | 2016年12月20日 - 1月4日                            | 草彅「SMAP 2008 super.modern.artistic.performance tour」 |
| タワーレコード・大高店           | 2017年1月7日 - 1月31日                             | 中居「Pop Up! SMAP -飛びます! トビだす! とびスマ? TOUR」 |
| タワーレコード・大高店           | 2017年1月7日 - 1月31日                             | 木村「GIFT of SMAP -CONCERT TOUR’2012-」                 |
| タワーレコード・大高店           | 2017年1月7日 - 1月31日                             | 稲垣「Otherside」                                        |
| タワーレコード・大高店           | 2017年1月7日 - 1月31日                             | 草彅「SMAP 2008 super.modern.artistic.performance tour」 |
| タワーレコード・大高店           | 2017年1月7日 - 1月31日                             | 香取「Mr.S “saikou de saikou no CONCERT TOUR”」          |